# AIM (motocicleta)
AIM, sovint escrit Aim, va ser una empresa italiana fabricant de ciclomotors i motocicletes amb seu a Prato i fàbrica a Vaiano. Fundada el 1972 per Andrea Becocci, antic cofundador de Moto Bimm, l'empresa va tenir activitat fins al 1987. El nom de la marca és l'acrònim d'Assemblaggio Italiano Motocicli ("Muntatge italià de motos").

## Història

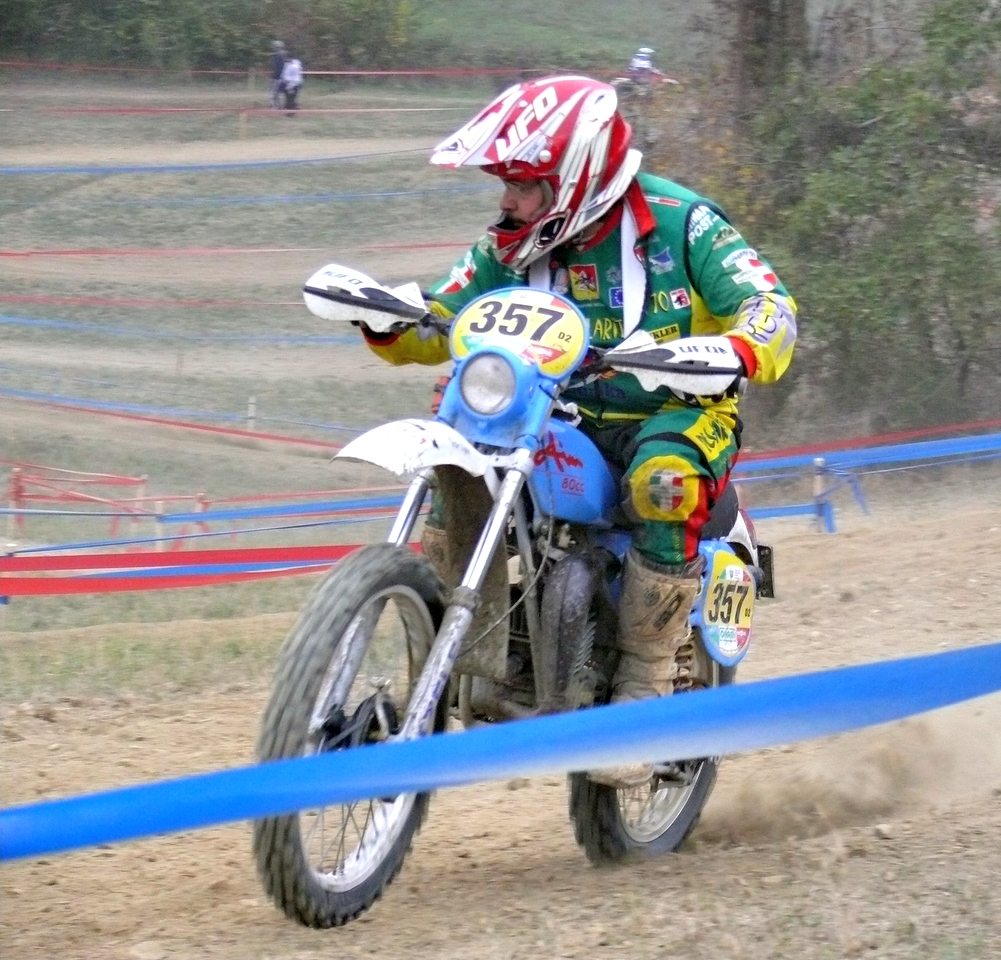
Una Aim D2 80cc dels 70, en un enduro "vintage" a Itàlia el 2017

Arran de certes divergències tècniques i organitzatives amb el seu germà Josè, Andrea Becocci va decidir deixar Moto Bimm i va fundar la seva pròpia empresa, l'Aim, a Prato, tot i que ben aviat la va traslladar a una nova planta de Vaiano. El primer any, AIM només va produir ciclomotors utilitaris equipats amb motors d'una velocitat, però ja el 1973 es va presentar el model de motocròs "50 R 5", equipat amb un motor Franco Morini Turbostar de cinc velocitats amb culata d'aletes radials. El model va obtenir un bon èxit de vendes i alguns exemplars, degudament preparats, els van fer servir en competicions regionals alguns pilots privats, entre ells el futur campió Marco Luchi.
El prestigi obtingut a les competicions va convèncer Becocci d'endegar la producció de models especialitzats d'altes prestacions, capaços de fer-los la competència dins el sectors del motocròs i l'enduro als d'Ancillotti i Moto Gori, tant a Itàlia com a l'estranger.
El 22 de juny de 1975, Andrea Becocci i Loredano Fani van muntar al circuit de Viciomaggio (Civitella in Val di Chiana) la seva primera motocicleta de motocròs de 50 cc equipada amb motor Sachs 50. El pilot triat per a provar-la fou Giovanni Pieroni. La moto es va presentar al Saló de Milà a la tardor. Aquest fou el tret de sortida de la producció en petita escala d'acurades motocicletes de competició equipades amb els millors components existents al mercat i amb motors Sachs de 50, 75, 80, 100, 125, 175 i 250 cc (també motors Minarelli en les cilindrades petites) que van arribar a obtenir nombrosos èxits en competicions regionals i estatals durant la segona meitat de la dècada del 1970 i començaments de la de del 1980.
Malgrat els èxits esportius, l'elevat cost dels models de competició i la seva absoluta diferenciació, fins i tot estètica, envers els models de sèrie no van permetre a Aim d'obtenir resultats de vendes substancials. L'activitat empresarial va cessar el 1987.